# Puchar Świata w biegach narciarskich w Rogli
Zawody Pucharu Świata w biegach narciarskich w Rogli – zawody w biegach narciarskich, przeprowadzane w ramach Pucharu Świata w biegach narciarskich od sezonu 2009/2010. Zawody odbywają się na trasach narciarskich w słoweńskim ośrodku narciarskim Rogla znajdującym się w paśmie górskim Pohorje.
Pierwsze zawody PŚ w Rogli odbyły się 19 i 20 grudnia 2009.

## Podium poszczególnych zawodów PŚ w Rogli

### Kobiety
| Lp | Data            | Dystans                            | Uwagi | 1. miejsce             | 2. miejsce        | 3. miejsce         |
| -- | --------------- | ---------------------------------- | ----- | ---------------------- | ----------------- | ------------------ |
| 1. | 19 grudnia 2009 | Sprint s. klasycznym               | —     | Marit Bjørgen          | Justyna Kowalczyk | Petra Majdič       |
| 2. | 20 grudnia 2009 | 15 km s. klasycznym (start masowy) | —     | Justyna Kowalczyk      | Marit Bjørgen     | Anna Haag          |
| 3. | 17 grudnia 2011 | 10 km s. klasycznym (start masowy) | —     | Justyna Kowalczyk      | Therese Johaug    | Vibeke Skofterud   |
| 4. | 18 grudnia 2011 | Sprint s. dowolnym                 | —     | Maiken Caspersen Falla | Chandra Crawford  | Ida Ingemarsdotter |

### Mężczyźni
| Lp | Data            | Dystans                            | Uwagi | 1. miejsce     | 2. miejsce       | 3. miejsce          |
| -- | --------------- | ---------------------------------- | ----- | -------------- | ---------------- | ------------------- |
| 1. | 19 grudnia 2009 | Sprint s. klasycznym               | —     | Petter Northug | Tobias Angerer   | Jesper Modin        |
| 2. | 20 grudnia 2009 | 30 km s. klasycznym (start masowy) | —     | Petter Northug | Aleksandr Legkow | Maksim Wylegżanin   |
| 3. | 17 grudnia 2011 | 15 km s. klasycznym (start masowy) | —     | Petter Northug | Dario Cologna    | Aleksiej Połtoranin |
| 4. | 18 grudnia 2011 | Sprint s. dowolnym                 | —     | Dario Cologna  | Nikołaj Moriłow  | Anders Gløersen     |

## Najwięcej razy na podium w zawodach indywidualnych
Stan na 18 grudnia 2011
| Miejsce | Zawodniczka    | Zwycięstwa | 2. miejsca | 3. miejsca | Razem |
| ------- | -------------- | ---------- | ---------- | ---------- | ----- |
| 1.      | Kowalczyk      | 2          | 1          | 0          | 3     |
| 2.      | Bjørgen        | 1          | 1          | 0          | 2     |
| 3.      | Falla          | 1          | 0          | 0          | 1     |
| 4.      | Johaug         | 0          | 1          | 0          | 1     |
| 4.      | Crawford       | 0          | 1          | 0          | 1     |
| 6.      | Majdič         | 0          | 0          | 1          | 1     |
| 6.      | Haag           | 0          | 0          | 1          | 1     |
| 6.      | Skofterud      | 0          | 0          | 1          | 1     |
| 6.      | Ingemarsdotter | 0          | 0          | 1          | 1     |

| Miejsce | Zawodnik   | Zwycięstwa | 2. miejsca | 3. miejsca | Razem |
| ------- | ---------- | ---------- | ---------- | ---------- | ----- |
| 1.      | Northug    | 3          | 0          | 0          | 3     |
| 2.      | Cologna    | 1          | 1          | 0          | 2     |
| 3.      | Angerer    | 0          | 1          | 0          | 1     |
| 3.      | Legkow     | 0          | 1          | 0          | 1     |
| 3.      | Moriłow    | 0          | 1          | 0          | 1     |
| 6.      | Modin      | 0          | 0          | 1          | 1     |
| 6.      | Wylegżanin | 0          | 0          | 1          | 1     |
| 6.      | Połtoranin | 0          | 0          | 1          | 1     |
| 6.      | Gløersen   | 0          | 0          | 1          | 1     |

## Najwięcej razy na podium według państw
Stan na 18 grudnia 2011
| Miejsce | Zawodniczka | Zwycięstwa | 2. miejsca | 3. miejsca | Razem |
| ------- | ----------- | ---------- | ---------- | ---------- | ----- |
| 1.      | Norwegia    | 2          | 2          | 1          | 5     |
| 2.      | Polska      | 2          | 1          | 0          | 3     |
| 3.      | Kanada      | 0          | 1          | 0          | 1     |
| 4.      | Szwecja     | 0          | 0          | 2          | 2     |
| 5.      | Słowenia    | 0          | 0          | 1          | 1     |

| Miejsce | Zawodnik   | Zwycięstwa | 2. miejsca | 3. miejsca | Razem |
| ------- | ---------- | ---------- | ---------- | ---------- | ----- |
| 1.      | Norwegia   | 3          | 0          | 1          | 4     |
| 2.      | Szwajcaria | 1          | 1          | 0          | 2     |
| 3.      | Rosja      | 0          | 2          | 1          | 3     |
| 4.      | Niemcy     | 0          | 1          | 0          | 1     |
| 5.      | Szwecja    | 0          | 0          | 1          | 1     |
| 5.      | Kazachstan | 0          | 0          | 1          | 1     |